# I. e. 358
Évszázadok: i. e. 5. század – i. e. 4. század – i. e. 3. század
Évtizedek: i. e. 400-as évek – i. e. 390-es évek – i. e. 380-as évek – i. e. 370-es évek – i. e. 360-as évek – i. e. 350-es évek – i. e. 340-es évek – i. e. 330-as évek – i. e. 320-as évek – i. e. 310-es évek – i. e. 300-as évek
Évek: i. e. 363 – i. e. 362 – i. e. 361 – i. e. 360 –  i. e. 359 – i. e. 358 – i. e. 357 – i. e. 356 – i. e. 355 – i. e. 354 – i. e. 353

## Események

### Perzsa Birodalom
- Meghal II. Artaxerxész és fia, III. Artaxerxész követi a trónon, aki uralma megerősítése érdekében több mint 80 rokonát kivégezteti.

### Görögország
- A thesszáliai Pherai Alexandroszt felesége felbujtására sógora meggyilkolja.
- Platón két volt tanítványa, Heraklidész és Püthón meggyilkolja I. Kotüsz trák királyt, akinek országát fiai, Kerszobleptész, II. Amadokosz és Beriszadész öröklik. A tényleges kormányrúd a királyi házba beházasodott euboiai Kharidemosz kezébe kerül, aki tárgyalásokat kezd Athénnak a Kherszonészoszi-félsziget átadásáról.
- II. Philipposz makedón király megtámadja és annektálja Paióniát. Döntő csatában legyőzi az illíreket és uralmát északon kiterjeszti egészen az Ohridi-tóig.

### Róma
- A rómaiak legyőzik a volscusokat, annektálják területüket és római telepesekkel biztosítják uralmukat. Szövetségre kényszerítik a Latin Ligát, amely felbontotta a korábbi szövetséget, amikor a gallok i.e. 390-ben legyőzték a rómaiakat.
- Tarquinii és Caere etruszk városok szövetkeznek Róma ellen, elfognak és kivégeznek 307 római katonát.
- Rómában consulok: Caius Fabius Ambustus és Caius Plautius Proculus.

## Születések
- Szeleukosz, Nagy Sándor hadvezére és a Szeleukida dinasztia alapítója

## Halálozások
- II. Artaxerxész perzsa nagykirály
- Pherai Alexandrosz, Thesszália türennosza
- I. Kotüsz trák király

## Fordítás
- Ez a szócikk részben vagy egészben  a(z)   358 BC című angol Wikipédia-szócikk ezen változatának fordításán alapul.  Az eredeti cikk szerkesztőit annak laptörténete sorolja fel. Ez a jelzés csupán a megfogalmazás eredetét és a szerzői jogokat jelzi, nem szolgál a cikkben szereplő információk forrásmegjelöléseként.